# Бергбитен
Бергбитен (фр. Bergbieten) — коммуна на северо-востоке Франции в регионе Гранд-Эст (бывший Эльзас — Шампань — Арденны — Лотарингия), департамент Нижний Рейн, округ Мольсем, кантон Мольсем. До марта 2015 года коммуна административно входила в состав упразднённого кантона Васлон (округ Мольсем).

## История
Бергбитен впервые упоминается в 1120 году как владение епископов Страсбурга. Бергбитен был неоднократно разграблен: в XV веке во время Столетней войны, в 1525 году во время Крестьянской войны в Германии, а также во время Тридцатилетней войны, когда был разрушен замок.

## Географическое положение
Бергбитен расположен в долине, окружённой виноградниками, на винной дороге Эльзаса приблизительно в 380 км к востоку от Парижа, в 22 км западнее Страсбурга. Код INSEE коммуны — 67030.
Площадь коммуны — 4,24 км², население — 600 человек (2006) с тенденцией к росту: 685 человек (2013), плотность населения — 161,6 чел/км².

## Население
Население коммуны в 2011 году составляло 676 человек, в 2012 году — 680 человек, а в 2013-м — 685 человек.
| 1962 | 1968 | 1975 | 1982 | 1990 | 1999 | 2006 | 2008 | 2011 | 2012 | 2013 |
| ---- | ---- | ---- | ---- | ---- | ---- | ---- | ---- | ---- | ---- | ---- |
| 423  | 394  | 366  | 398  | 459  | 517  | 600  | 624  | 676  | 680  | 685  |

Динамика населения:

## Администрация
| Период | Период | Фамилия            | Партия | Примечания |
| ------ | ------ | ------------------ | ------ | ---------- |
| 1951   | 1959   | Лоран Хайнрих      |        |            |
| 1959   | 1964   | Жозеф Антуан Шмитт |        |            |
| 1964   | 1977   | Рене Шеффер        |        |            |
| 1977   | 2008   | Жан-Клод Шмитт     |        |            |
| 2008   | 2020   | Жерар Йост         |        |            |

## Экономика
В 2007 году среди 396 человек в трудоспособном возрасте (15-64 лет) 293 были экономически активными, 103 — неактивными (показатель активности — 74,0 %, в 1999 году было 71,9 %). Из 293 активных работали 283 человека (151 мужчина и 132 женщины), безработных было 10 (4 мужчины и 6 женщин). Среди 103 неактивных 47 человек были учениками или студентами, 32 — пенсионерами, 24 были неактивными по другим причинам.
В 2010 году из 434 человек трудоспособного возраста (от 15 до 64 лет) 321 были экономически активными, 113 — неактивными (показатель активности 74,0 %, в 1999 году — 71,9 %). Из 321 активных трудоспособных жителей работали 311 человек (166 мужчин и 145 женщин), 10 числились безработными (четверо мужчин и 6 женщин). Среди 113 трудоспособных неактивных граждан 52 были учениками либо студентами, 35 — пенсионерами, а ещё 26 — были неактивны в силу других причин.

## Достопримечательности (фотогалерея)
- Церковь Сен-Лорен
- Площадь перед мэрией
- Здание мэрии